# Atlantisch orkaanseizoen 1914
Het Atlantisch orkaanseizoen 1914 duurde van 1 juni 1914 tot 30 november 1914. Het seizoen 1914 was het inactiefste seizoen sinds er vanaf halverwege de negentiende eeuw betrouwbare waarnemingen hieromtrent voorhanden zijn. Het seizoen is een der zeer weinige seizoenen, die geen enkele orkaan heeft voortgebracht en is van deze seizoenen de recentste. Het seizoen leverde slechts één tropische storm. Opgemerkt moet worden dat men destijds nog geen beschikking had over satellieten, die niet alleen continu observaties mogelijk maken, maar ook stormen in één oogopslag in hun gehele omvang tonen. Destijds was men afhankelijk van waarnemingen van weerstations en de scheepvaart. Sommige systemen zijn moeilijk te classificeren, omdat er te weinig waarnemingen zijn. Daarom kan het zijn dat er tropische cyclonen zijn 'gemist', omdat zij een te korte levensduur hadden, of hun koers ver van de kust en de gebruikelijke scheepvaartroutes lagen. Daarom is het mogelijk, dat andere, zwakke en kortlevende tropische stormen aan de waarneming is ontsnapt.

## Cycloon

### Tropische storm zonder naam
De tropische depressie ontstond op 15 september boven de Bahama's en promoveerde dezelfde dag nog tot tropische storm. De tropische storm trok naar het noordwesten en won aan kracht. Op 17 september landde de storm met windsnelheden tot 110 km/uur in Georgia, nabij de grens met Florida. De storm draaide naar het westzuidwesten en trok boven land verder net ten noorden van de kust met de Golf van Mexico naar het westen. Op 18 september degradeerde de storm boven Louisiana tot tropische depressie en zij loste de volgende dag op boven het uiterste westen van Texas.